# Zosis costalimae
Zosis costalimae är en spindelart som först beskrevs av Cândido Firmino de Mello-Leitão 1917. 
Zosis costalimae ingår i släktet Zosis och familjen krusnätsspindlar. Inga underarter finns listade i Catalogue of Life.